# Süllberg (Calenberger Land)

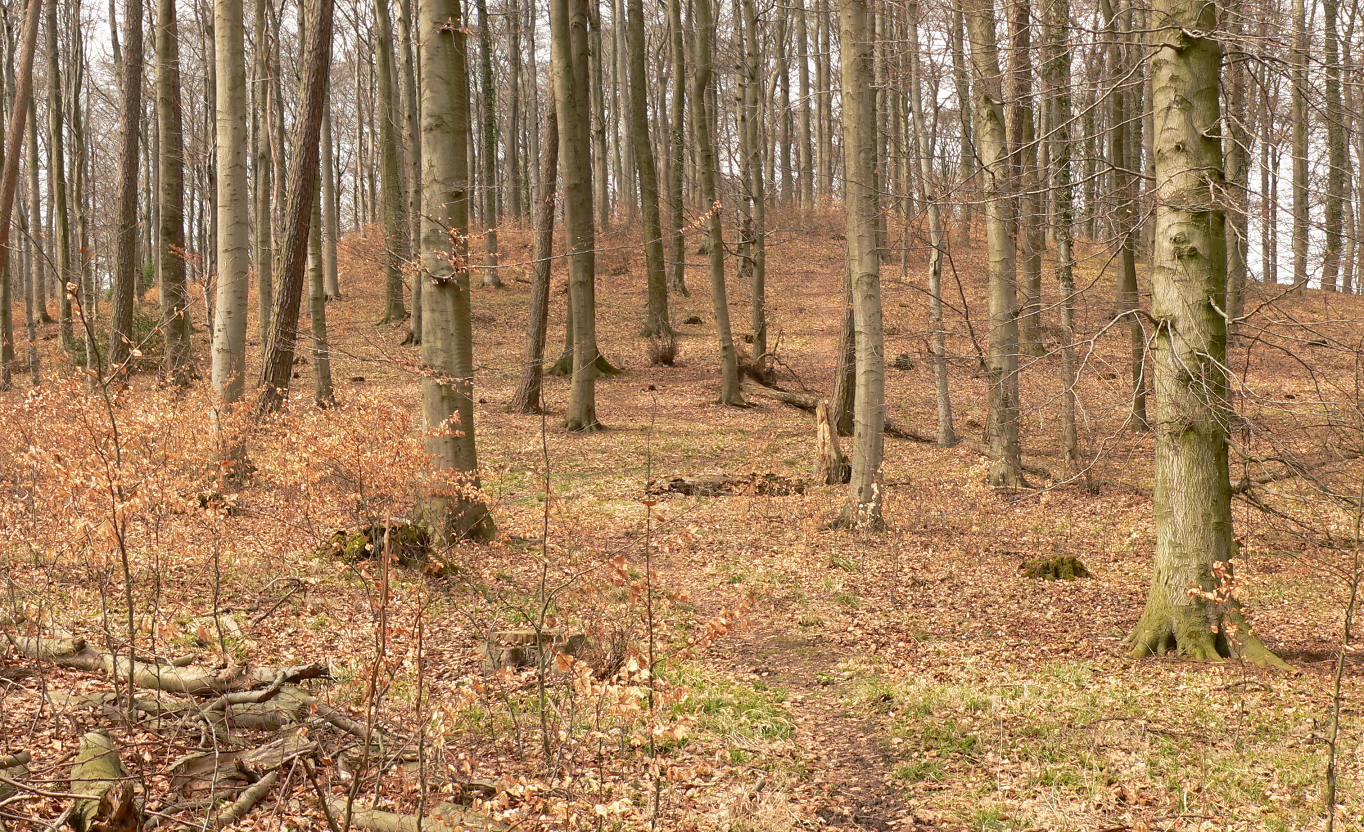
Bewaldete Süllbergkuppe

Der Süllberg ist eine etwa 199 m ü. NHN hohe Erhebung des Calenberger Lands. Er liegt bei Holtensen/Wennigsen in der niedersächsischen Region Hannover (Deutschland) und entstand in der Jurazeit.

## Geographie

### Lage
Der Süllberg erhebt sich zusammen mit seinen Ausläufern Vörier Berg im Norden und Wolfsberg im Nordosten wenige Kilometer östlich des Mittelgebirges Deister. Die dreikuppige Erhebung liegt in den Gebieten der Stadt Springe und der Gemeinde Wennigsen. Es verteilen sich die zu Springe gehörenden Dörfer Bennigsen im Südsüdosten und Lüdersen im Osten sowie die zu Wennigsen zählenden Dörfer Holtensen im Nordwesten und, im Übergangsbereich zum Deister, Bredenbeck im Westen und Steinkrug im Südwesten rund um die Erhebung.
An der Ostflanke des Süllbergs entspringt die Schille als linksseitiger Quellbach des Fuchsbachs, der im Einzugsgebiet der Leine in die Alte Leine mündet.

### Naturräumliche Zuordnung
Der Süllberg gehört in der naturräumlichen Haupteinheitengruppe Niedersächsische Börden (Nr. 52), in der Haupteinheit Calenberger Lößbörde (521) und in der Untereinheit Hannoversche Börde (521.0) zum Naturraum Gehrdener Lößhügel (521.01). Nachbarnaturräume sind Benther Land (521.02) im Norden, Pattenser Ebene (521.03) im Nordosten und Osten und Eldagser Lößhügel (521.04) im Südsüdosten. Nach Westen leitet die Landschaft in den Naturraum Barsinghausener Deister (378.30) über, der in der Haupteinheitengruppe Weser-Leine-Bergland (37) und in der Haupteinheit Calenberger Bergland (378) zur Untereinheit Süd-Hannoversche Berge (378.3) zählt.

### Berghöhe und -kuppen
Der Süllberg hat drei Kuppen: Die Westkuppe (ca. 199 m) weist den im Gemeindegebiet von Wennigsen gelegenen Gipfel der Erhebung auf. Die Nordostkuppe ist etwa 196 m und die Südostkuppe rund 189 m hoch; beide liegen im Stadtgebiet von Springe. Eine Waldwegstelle zwischen der West- und Südostkuppe befindet sich auf 182,3 m Höhe.

## Landschaftsschutz
Auf dem Süllberg liegen Teile des Landschaftsschutzgebiets (LSG) Landwehr-Süllberg (CDDA-Nr. 322484; 1968 ausgewiesen; 15,718 km² groß) und des LSG Süd-Deister (CDDA-Nr. 324904; 1967; 33,792 km²). Das Erstere mit der Nr. H-22 der Region Hannover befindet sich derzeit in Überarbeitung. Nach politischer Beschlussfassung soll es Teil des Norddeister (H-23) werden. Die Schutzwürdigkeit wird unter anderem begründet als zentral gelegener Teil des Naturraumes Calenberger Lößbörde.

## Verkehrsanbindung und Wandern
Etwa einen Kilometer westlich des Süllbergs verläuft zwischen Holtensen im Norden und Steinkrug im Süden die Bundesstraße 217, von der man auf Landes- und Kreisstraßen und auf davon in Bennigsen und Lüdersen abzweigenden Nebenstraßen auf seine Flanken fahren kann. Östlich vorbei an der Erhebung verläuft die Bahnstrecke Hannover–Altenbeken mit den nahen Haltepunkten Holtensen/Linderte und Bennigsen. Auf der bewaldeten Erhebung gibt es diverse Forst- und Waldwege. Sein Gipfel ist nur über Pfade erreichbar. Vom Waldrand ist an klaren Tagen im Südosten der Brocken im Harz erkennbar.

## Sonstiges

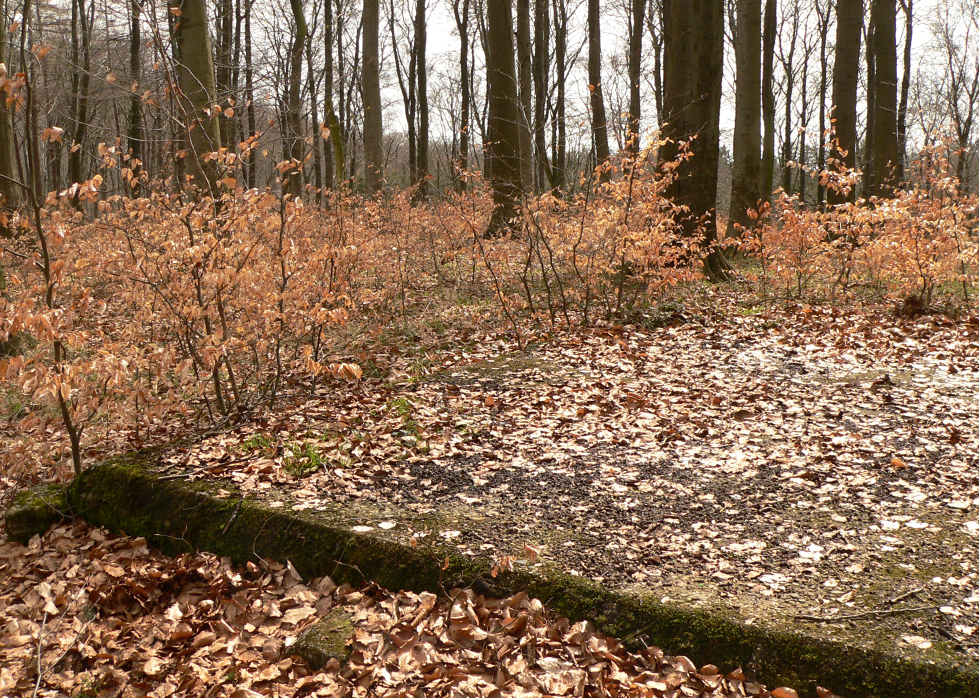
Betonplatte von früherer Flakstellung auf der Süllbergkuppe

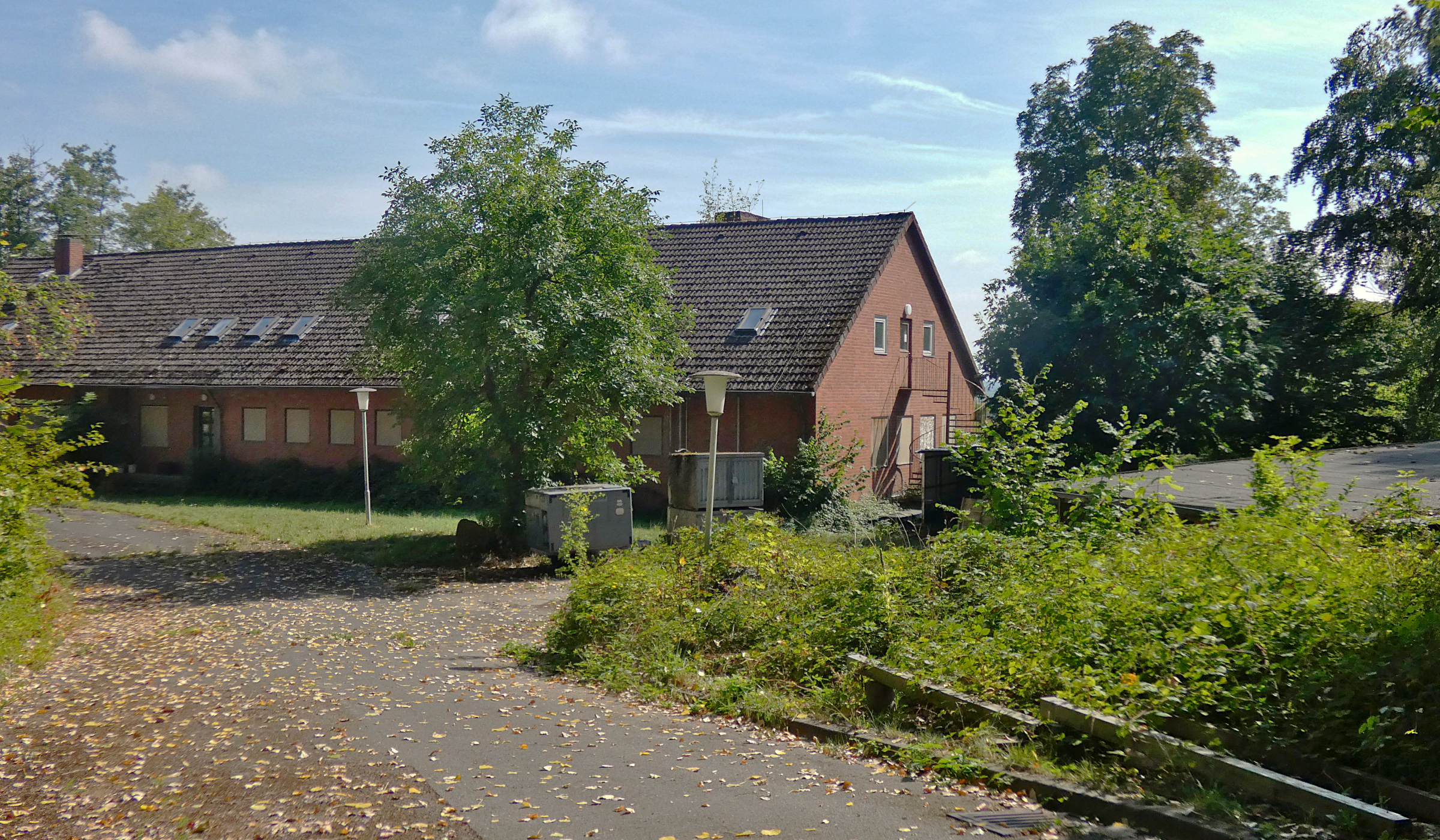
Früherer Fernmeldebunker der Bundeswehr

Im Süllberg wurde im 19. Jahrhundert Sandstein gebrochen. Davon zeugen noch zahlreiche Steinbrüche, vor allem auf dem Westhang der Erhebung. Im Zweiten Weltkrieg befand sich auf der Kuppe des Höhenzuges eine Flugabwehrstellung, wovon noch viele Bombenkrater sowie das gegossene Betonfundament zeugen. Östlich des Süllbergs, in Richtung Lüdersen, liegt ein atombombensicherer Fernmeldebunker der Bundeswehr aus der Zeit des Kalten Krieges. Diesen hat die Bundesliegenschaftsverwaltung mittlerweile an einen privaten Investor aus dem Bereich Archivierung und Dokumentensicherung als Lager abgegeben.